# Despotisme il·lustrat

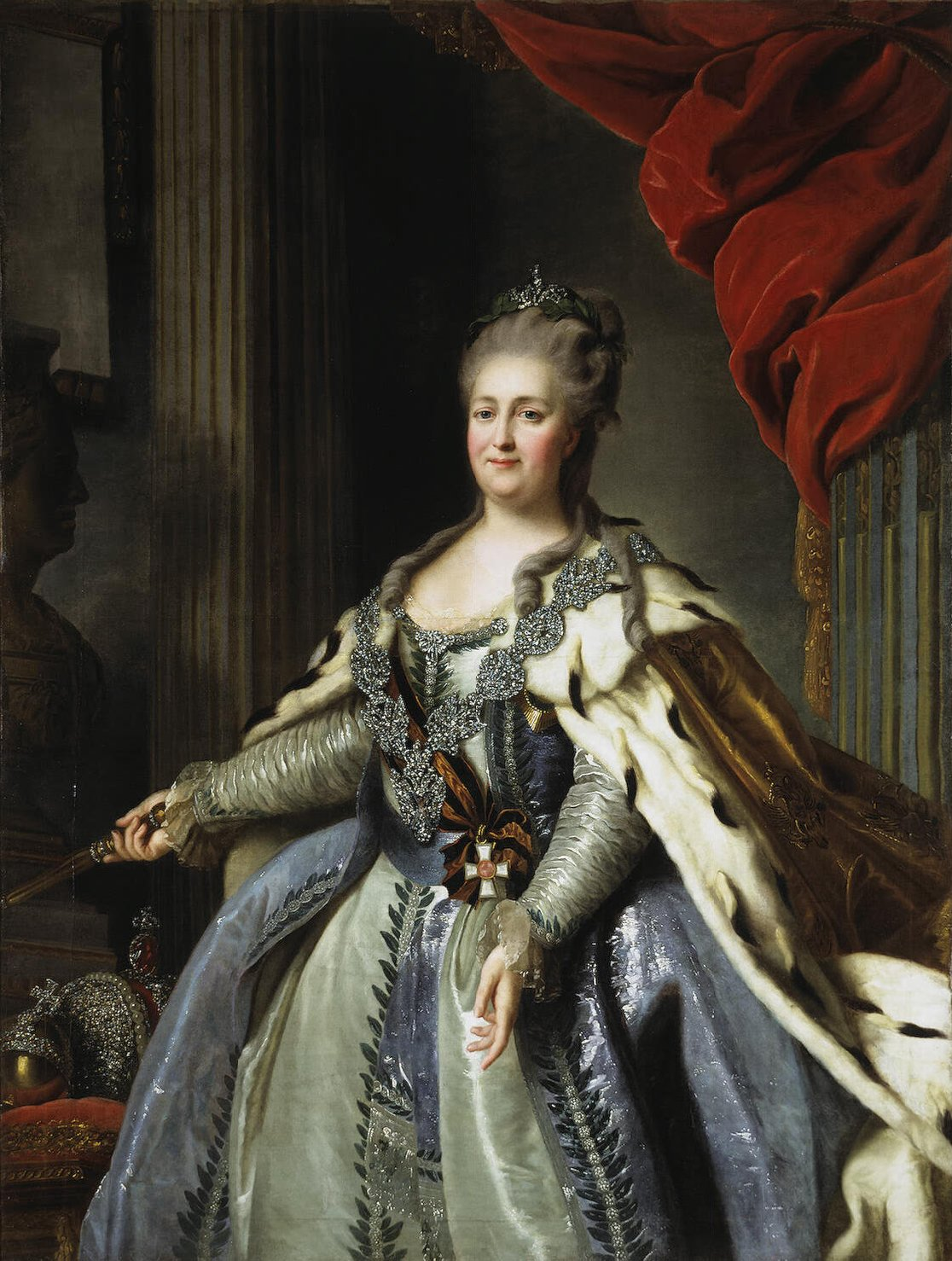
Caterina II fou una gran impulsora de l'art i l'educació a Rússia.

El despotisme il·lustrat és un concepte polític sorgit durant la segona meitat del segle xviii a Europa característic de les monarquies absolutistes i sistemes de govern de l'Antic Règim influenciat per les idees de la Il·lustració, segons les quals les decisions humanes són guiades per la racionalitat. Els monarques d'aquesta doctrina van contribuir a l'enriquiment de la cultura dels seus països i van adoptar un discurs paternalista. També se'l sol anomenar despotisme benevolent o absolutisme il·lustrat. Es podria resumir amb el lema de «tot per al poble, però sense el poble».

## Historiografia
El concepte de despotisme il·lustrat va ser descrit formalment per l'historiador alemany Wilhelm Heinrich Roscher el 1847 com a Aufgeklärter Absolutismus (absolutisme il·lustrat) al seu treball Umrissen zur Naturlehre der drei Staatsformen (Ciència natural de les tres formes de govern), en el qual va distingir per primera vegada entre un absolutisme confessional primerenc en l'època de Felip II de Castella, un absolutisme cortès de Lluís XIV de França i un absolutisme il·lustrat de Frederic II de Prússia, i segueix sent controvertit entre els estudiosos.

## Antecedents
L'edat mitjana a Europa va suposar un gran avenç pel que fa a la creació d'organismes de participació (els quals van rebre un nom concret en funció del país) el parlament a Anglaterra, les dietes a Alemanya, els consells a França i les corts a la corona d'Aragó. Posteriorment, però, alguns reis van anar retirant el poder que havien rebut aquestes institucions i algunes d'aquestes van esdevenir merament nominals.
El segle xvii havia vist la consolidació del concepte de monarquia absoluta de dret diví, segons el qual el monarca acumula en la seva figura els tres poders i esdevé el governant absolut d'un país on només ha de retre comptes de les seves decisions davant Déu, l'únic que pot jutjar-lo. El monarca que millor exemplifica aquest concepte de la monarquia absoluta és Lluís XIV de França, però no n'és l'únic.

## El despotisme il·lustrat

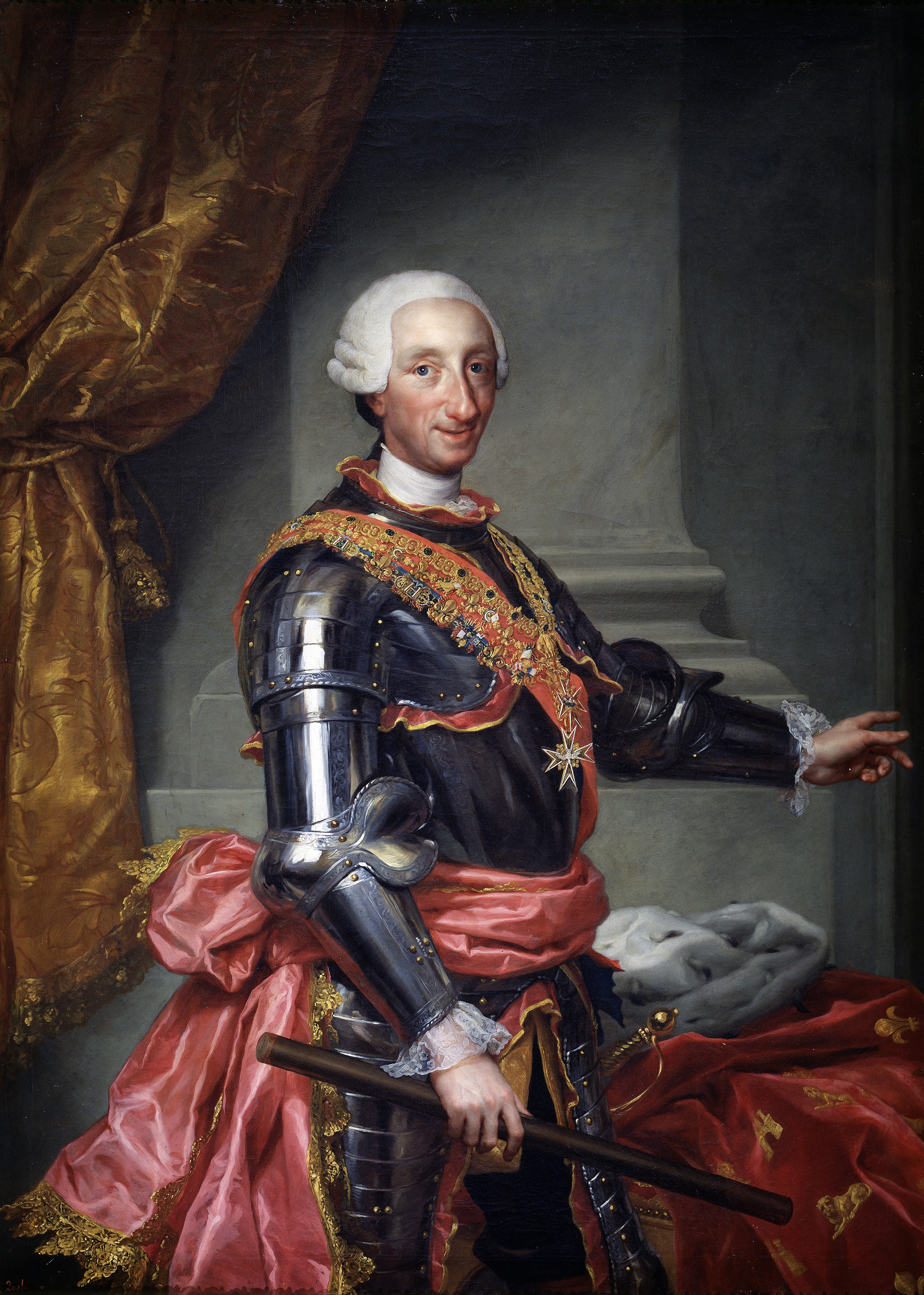
Carles III d'Espanya

Al segle XVII arriba la Il·lustració, amb unes idees filosòfiques no compatibles amb l'absolutisme del moment. La societat del segle xvii vivia en unes condicions pèssimes comparades amb les vides sumptuoses que es vivia als palaus. Amb l'aparició i desenvolupament de les idees de racionalització i progrés de la Il·lustració durant el segle xviii, la societat comença a demanar canvis als seus monarques. La raó s'imposava per sobre de les creences religioses i ja no acceptaven que el rei fos el governant "per la gràcia de Déu". El que més endavant portarà a la Revolució Francesa l'any 1789 serà aquest inconformisme derivat de l'excessiu poder que acumulaven els reis envers la manca de poder del seu poble.
Alguns reis, alertats del que podria suposar ignorar aquestes peticions, temorosos del contagi dels moviments revolucionaris americà i francès, iniciaren una sèrie de reformes per fer creure que s'estava accedint a les peticions, però realment no fou així. Aquests suposats canvis es coneixen pel nom de despotisme il·lustrat, representat per uns pocs monarques amb interessos i preocupacions culturals. Entre els més importants, cal citar Maria Teresa, Josep II, i Leopold II d'Àustria, Frederic el Gran de Prússia, Caterina la Gran de Rússia, Gustau III de Suècia, Josep I de Portugal i Carles III d'Espanya.
El lema tot per al poble, però sense el poble sorgeix arran aquestes reformes que, malgrat tot, no van modificar ni l'estructura social en què el tercer estat no podia participar en la política, ni les lleis vigents. Els canvis que es feien era per millorar les condicions del poble, però sense tenir-lo en compte. Malgrat la creació d'assemblees representatives, el tercer estament no estava representat i, per tant, continuava sense poder actuar en la vida política.
Es dugué a terme la racionalització de l'administració de l'estat mitjançant legislació, impostos i funcionaris amb sistema jurídic modernitzat, la creació de codis legals que van estandarditzar la justícia, l'obra de gran modernització del despotisme il·lustrat a més de la reforma administrativa amb el desenvolupament del cos de funcionaris i l'augment de la centralització, lluita contra les particularitats provincials, estandardització i establiment d'un sistema administratiu idèntic a tots els Estats de l'Imperi; a Rússia, establiment de governadors, alts oficials militars, a totes les províncies.
El control centralitzat necessitava informació sistemàtica centralitzada sobre la nació. Una renovació important va ser la recollida, l'ús i la interpretació de dades numèriques i estadístiques, que van des d'estadístiques comercials, informes de collita, avisos de defunció fins a censos de població. A partir de la dècada de 1760, els funcionaris de França i Alemanya van començar a confiar cada cop més en dades quantitatives per a la planificació sistemàtica, especialment pel que fa al creixement econòmic a llarg termini. Combinava l'agenda utilitària del despotisme il·lustrat amb les noves idees que s'estaven desenvolupant en el pensament econòmic. A Alemanya i França, la tendència va ser especialment forta en el cameralisme i la fisiocràcia.
Es modernitzà l'economia, mitjançant la liberalització de la propietat i la creació de programes de desenvolupament agrícola i industrial. Els sobirans promouen la liberalització de manera parcial de la producció comercial i industrial, i es creen bancs i fomenta l'ús de diners fiduciaris, es fomenta el desenvolupament industrial equipant les fàbriques existents i instal·lant noves fàbriques, promovent la modernització dels processos, sovint recorrent a tècnics estrangers, encarregats de posar en marxa les innovacions. A això s'afegeix un esforç per reestructurar la xarxa de transport per facilitar la circulació de productes i la racionalització de l'agricultura, en particular als latifundis o grans propietats de l'Europa de l'Est, fixant la població camperola sobre el terreny i aportant noves poblacions, intensificant la colonització per tal de poblar els nous terres o les grans planes agrícoles i aprofitar els sòls poc o mal explotats pels grans terratinents o el clergat.
Es defensaren les prerrogatives reials per part dels monarques davant de l'Església (lluita regalista). Aquest xoc entre l'Església i l'estat va tenir el seu moment culminant en la persecució de la Companyia de Jesús que, entre 1759 i 1773, data de la dissolució de la Companyia per decisió del papa, van ser expulsats dels estats de Portugal, Espanya i França. Els monarques il·lustrats justifiquen la seva autoritat proclamant-se servidors de l'estat i del poble. Fan seves les idees d'igualtat de tracte davant la llei, la defensa dels drets i de la propietat.
Es reforma l'ensenyament, orientat cap a les anomenades ciències útils i deslliurat del llast de la tradició.

## Governants absolutistes il·lustrats

### Maria Teresa I d'Àustria

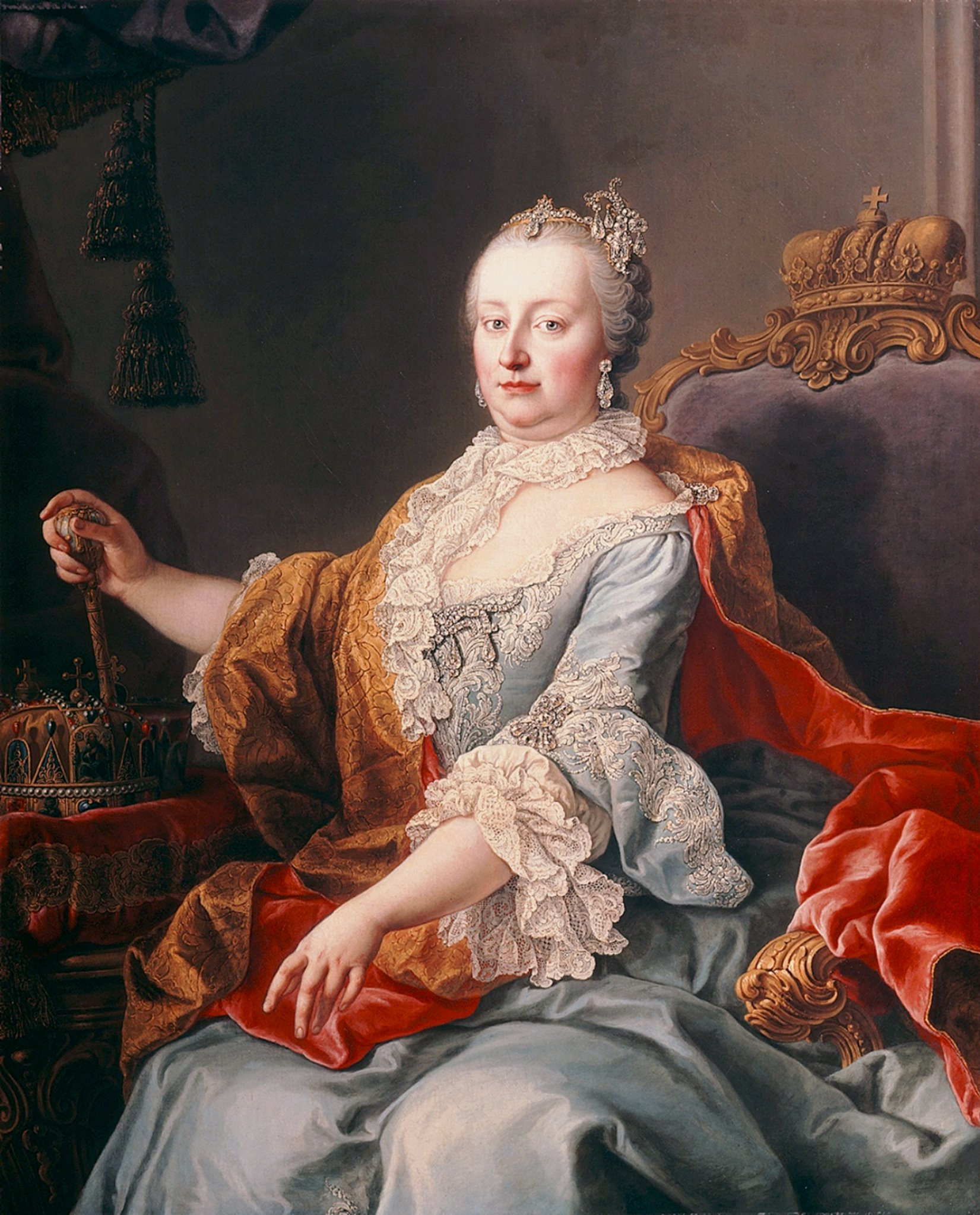
Maria Teresa I d'Àustria

Maria Teresa I d'Àustria va centrar la seva atenció en les reformes internes alimentades per l'esperit del despotisme il·lustrat fins i tot durant la Guerra de Successió austríaca, que perseguien la centralització i l'eliminació de privilegis intentant sense aconseguir, la creació de l'estat-nació austríac. Aquest intent anà acompanyat d'una voluntat de germanització de l'imperi molt acusada. A partir de la dècada de 1760 el canceller d'estat Wenzel Anton Kaunitz va tenir un paper cada cop més important, i els principals canvis, proposats per Kaunitz foren la creació d'una escola militar, la centralització en sis ministeris de les cancelleries i corporacions existents, la creació d'un tribunal suprem, i la reforma de l'aparell financer a través de la creació d'una cambra de comptes vinculada al ministeri d'economia. També cal esmentar el científic cameral Joseph von Sonnenfels i el metge Gerard van Swieten com a reformador de la Universitat de Viena. L'emperadriu va aprendre de les reformes de Prússia amb una administració desvinculada dels estaments, a la reforma militar i a la política educativa. Un tema central de la seva política de reforma era que un aparell estatal central i absolutista havia de substituir les institucions estamentals obsoletes i fragmentades. De fet, la importància dels estaments i el dret de la noblesa a tenir veu en les terres hereditàries es va retrocedir cada cop més durant els seus regnats i es va limitar, en definitiva, essencialment als drets senyorials. Les reformes van seguir després del final de la Guerra de Successió, en part perquè la reforma de les finances de l'estat era especialment urgent atesos els elevats costos de la guerra, provocant una reorganització fonamental del sistema fiscal austríac, incloent per primer cop a la noblesa i el clergat en l'obligació fiscal. Es va introduir un cadastre general com a base de la tributació, que també era important per a la política financera i econòmica. El 1749 es va fundar el Directorium in publicis et cameralibus, amb poders polítics i financers que abans tenien en els Hofkammer. La Cancelleria de la Cort d'Àustria i Bohèmia es va fusionar a la nova autoritat central, que va centralitzar i enfortir el govern. Per sota de l'autoritat central es van crear òrgans subordinats en una estructura jeràrquica. Per als diferents territoris, tret dels Països Baixos austríacs i Hongria, on les autoritats anteriors establiments van mantenir-se, es van crear autoritats supremes i, per sota d'elles, una organització de districte, que servia de certa protecció als pagesos del despotisme dels terratinents. Les competències del Directorium van continuar augmentant i a partir de 1756 va incorporar la Comissaria General de Guerra. A la llarga, però, la seu es va mostrar massa feixuga, de manera que el 1761 es va tornar a externalitzar la responsabilitat de la gestió financera en la rebatejada Cancelleria de la Cort d'Àustria i Bohèmia. Es va crear un Consell d'Estat sota la influència de Kaunitz que hauria de servir per assessorar els governants, però també podria fer-los peticions. El Consell d'Estat estava format per tres membres del Herrenstand i tres membres del Ritterstand o erudits. A Àustria la servitud ja havia estat anul·lada, però a Bohèmia i molt especialment a Hongria la servitud encara era ben quotidiana entre la pagesia. El 1766 i el 1775 es produeixen revoltes de serfs a Bohèmia que exigeixen l'abolició de la servitud i de la prestació personal, Maria Teresa aconseguirà promulgar decrets en els quals es limità més que considerablement la servitud. En canvi a Hongria les coses foren molt més complicades per l'enorme poder de l'aristocràcia hongaresa i simplement s'augmentà el nombre de terra necessària per tenir un serf la qual cosa feu que moltes petites explotacions haguessin d'alliberar els serfs que tenien.

### Josep II del Sacre Imperi Romanogermànic
Josep va dirigir el seu govern cap a un nou camí influït pel seu canceller d'Estat Wenzel Anton, Príncep de Kaunitz-Rietberg intentant fer realitat el seu ideal de despotisme il·lustrat definint un sistema per al bé comú, millorant i secularitzant l'educació i creant noves universitats donant suport a les idees enciclopedistes, i per completar la submissió a l'estat laic, la secularització de les terres eclesiàstiques, i la reducció dels ordes religiosos i del clergat en general. Va emetre la Patent de Tolerància de 1781 que proporcionava una limitada llibertat de culte. Va promocionar de la unitat administrativa mitjançant l'ús obligatori de l'alemany en l'administració, substituint el llatí o, en alguns casos, les llengües locals, tot allò que des del punt de vista de la il·lustració semblava raonable. Va iniciar una política de liberalització comercial, es va fomentar el desenvolupament de la "indústria" i es va unificar el sistema fiscal, iniciatives basades en idees mercantilistes amb les quals es va tractar d'impulsar l'economia. Va abolir la servitud i les corporacions en donar garanties als camperols sobre la propietat permetent la seua emancipació que la seva mare havia començat, abolint la servitud el 1781 i decretant en 1789 que els pagesos s'havien de pagar en metàl·lic en comptes d'obligacions laborals, una política rebutjada amb violència per la noblesa, el clergat, els comerciants i els camperols ja que l'economia de bescanvi no tenia diners. Josep també va abolir la pena de mort el 1787, una reforma que es va mantenir fins al 1795.

### Leopold II del Sacre Imperi Romanogermànic
Leopold va succeir al seu pare com a Gran Ducat de Toscana quan el seu germà Josep es va convertir en emperador en 1765. Com Josep, Leopold va ser influenciat per les idees de la Il·lustració i estava decidit a construir un aparell estatal eficient a costa dels interessos feudals. Durant els seus 25 anys de regnat sobre el Gran Ducat de Toscana, va racionalitzar els sistemes d'impostos i aranzels dels seus estats i va encoratjar el desenvolupament d'institucions representatives. El curt regnat de Leopold com a emperador, de tan sols dos anys des de la mort de Josep II en 1790 i la seva pròpia en 1792, i les conseqüències de la Revolució Francesa impossibilitaren l'aplicació de les reformes que aplicà a la Toscana durant el seu regnat.

### Frederic II de Prússia

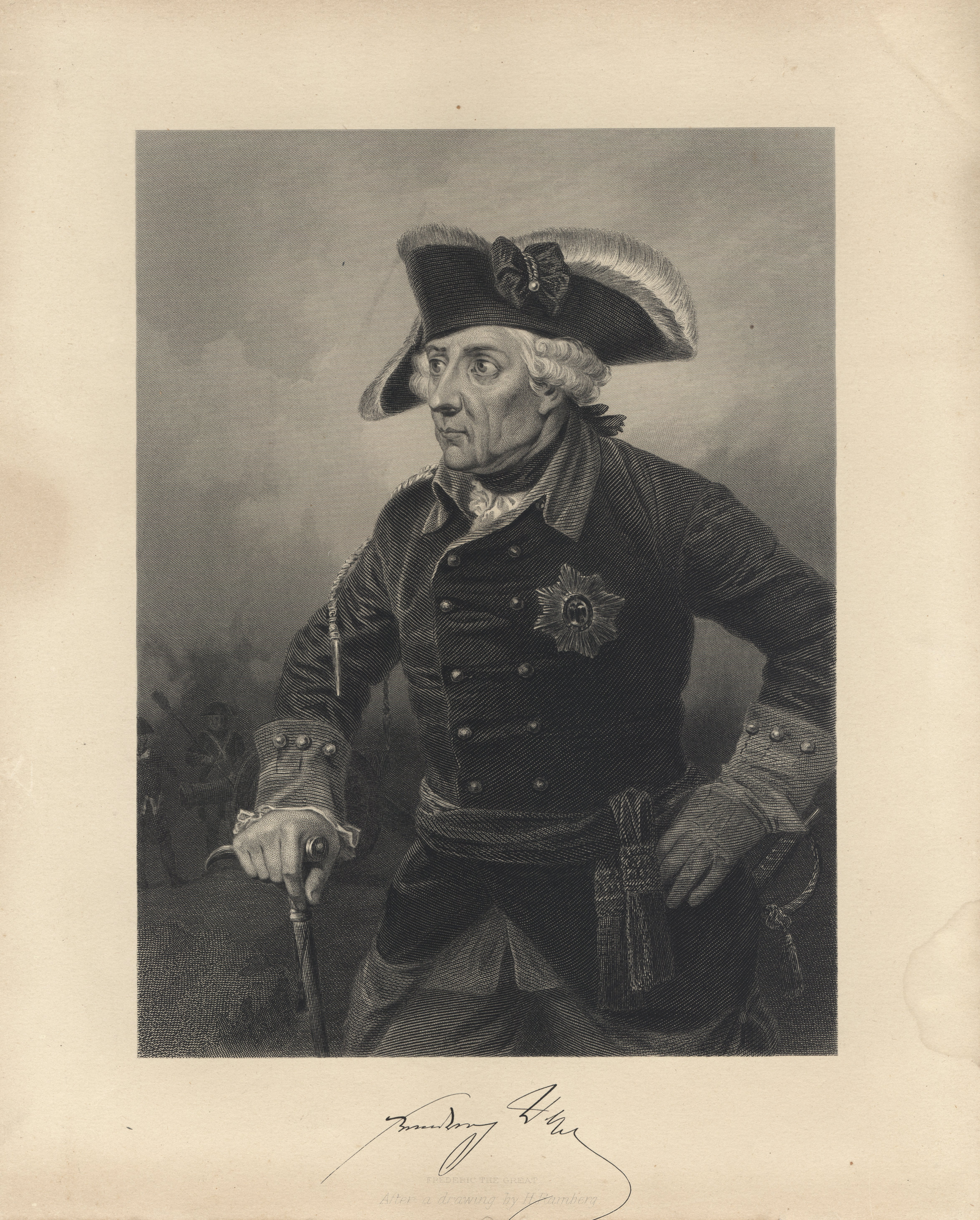
Frederic II el Gran

El primer monarca a posar en pràctica aquestes idees va ser Frederic II de Prússia, entusiasta de les idees franceses que el 1750, després que Voltaire caigués en desgràcia a França el convidà a la cort de Berlín, on l'esperava una posició brillant, la clau de camarlenc i un tractament considerable. El rei i el filòsof varen travar amistat, el primer practicant perfectament el francès però el distanciament va ser inevitable i, el 1753, una discussió de Voltaire amb Maupertuis, a qui protegia el rei, precipità la ruptura, i Voltaire deixà Prússia. Frederic va abolir el feudalisme que lligava els serfs a la terra de per vida, i va crear una burocràcia estatal en mans de burgesos amb estudis, bo i desplaçant la noblesa. També va eliminar l'ús de la tortura en els processos judicials. Seguint les idees de Voltaire, va protegir les minories religioses, excepte els jueus.

### Caterina II de Rússia
Com altres dèspotes il·lustrats, Caterina II de Rússia va tenir un paper clau en el foment de les arts, les ciències i l'educació. La Il·lustració a l'Imperi Rus es diferenciava del moviment homòleg d'Europa occidental perquè promogué una major modernització de tots els aspectes de la vida russa i volgué abolir la institució de la servitud a Rússia. La Il·lustració russa no va promoure cap canvi per a la separació de l'església i l'estat. La revolta de Pugatxov i la revolució Francesa van malmetre les il·lusions d'un ràpid canvi polític, però el clima intel·lectual a Rússia es va alterar de manera irrevocable. Quan Caterina va redactar la seva Nakaz (Instrucció) per a l'Assemblea Legislativa que havia creat per aclarir el Sobórnoie ulojénie, el codi de llei rus existent, va manllevar molt de L'esperit de les lleis de Montesquieu, tot i que va descartar o modificar parts que no donaven suport a la monarquia burocràtica absolutista. No obstant això, convidar el famós filòsof francès Denis Diderot a la seva cort va funcionar malament.

### Gustau III de Suècia
Creient en el despotisme il·lustrat, Gustau III de Suècia fou un benefactor de les arts i la literatura i fundà diverses acadèmies, entre elles l'Acadèmia Sueca, i va fer construir l'Òpera Reial de Suècia, gastant fons públics considerables en projectes culturals, que van ser controvertits entre els seus crítics, així com l'intent d'apoderar-se de Noruega, que va comptar amb l'ajuda russa, i després en una sèrie d'intents de recuperar els dominis bàltics suecs perduts durant la gran Guerra del Nord a través de la fallida guerra amb Rússia que va acabar el 1790 amb el tractat de Värälä on els dos països es retornen llurs conquestes i retornen igualment a llur situació d'abans de la guerra després del seu lideratge reeixit a la batalla de Svensksund que va evitar una derrota militar completa i va permetre mantenir el poder militar suec. S'oposà a les reformes parlamentàries que s'havien establert abans del seu regne, en l'edat de Llibertat. Admirador de Voltaire, Gustau va legalitzar la presència catòlica i jueva a Suècia i va promulgar reformes àmplies dirigides al liberalisme econòmic, la reforma social i la restricció, en molts casos, de la tortura i la pena capital. La tan elogiada Llei de Llibertat de Premsa de 1766 va ser severament reduïda, però, per esmenes de 1774 i 1792, extingint efectivament els mitjans independents. A la fi, Gustau fou assassinat per una conjura de nobles.

### Josep I de Portugal
El 7 de setembre de 1750, després de la mort del seu pare, i amb 35 anys, Josep I de Portugal fou aclamat com a rei i va accedir al tron portuguès. Va deixar el poder en mans de Sebastian de Melo, Marquès de Pombal. El poderós marquès va supervisar tots els aspectes de la política econòmica, social i colonial, amb la intenció de fer que Portugal es convertís en un rival per a les altres potències europees, així com per a preservar el seu propi estatus de poder, duent a terme una política reformista, característica del despotisme il·lustrat. La història del regnat de Josep I és en realitat la història del propi de Melo. Va crear per Decret de 5 d'abril de 1768 la Real Mesa Censòria amb l'objectiu de supervisar les obres destinades a ser publicades o difoses al Regne, que fins aleshores eren competència del Tribunal del Sant Ofici, del Desembargo do Paço i de l'Ordinário. També va fomentar les denúncies com a forma de controlar la societat. Alguns actes del seu govern van ser considerats especialment cruels, com el Procés de l'afer Távora i l'incendi de les barraques de Monte Gordo, ja que pretenia traslladar els pescadors que hi vivien a Vila Real de Santo António, propera a la desembocadura del riu Guadiana, on pretenia centralitzar les activitats pesqueres del sud-est portuguès.

### Carles III d'Espanya

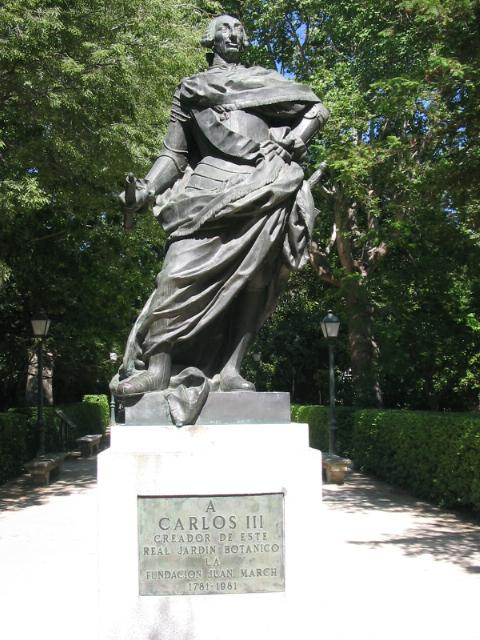
Carles III, estàtua del Real Jardín Botánico de Madrid

Carles III d'Espanya amb l'ajuda d'uns ministres i col·laboradors il·lustrats com el Marquès d'Esquilache, el comte d'Aranda, Pedro Rodríguez de Campomanes i el marquès de Floridablanca va intentar rescatar el seu imperi de la decadència mitjançant reformes de gran abast com el debilitament de l'Església i els seus monestirs, el foment de la ciència i la recerca universitària, la facilitació del comerç i el comerç, la modernització de l'agricultura i evitar les guerres. La centralització del poder a Madrid va enfadar la noblesa local, i va desafiar l'autonomia tradicional de les ciutats, i així la resistència va créixer constantment, i en conseqüència, Espanya va recaure després de la seva mort.

## El final del despotisme il·lustrat
L'estreta relació entre noblesa i reialesa va fer impossible que els reis realitzessin realment les reformes necessàries per solucionar la situació en què es trobaven. Aquesta ineficàcia que van mostrar els monarques es va veure culminada amb l'esclat de la revolució de les classes, més coneguda com a Revolució Francesa.